# Gresia, Buzău
Gresia este un sat în comuna Bozioru din județul Buzău, Muntenia, România. Se află în partea de nord județului, în Subcarpații de Curbură. La recensământul din anul 2002 avea o populație de 8 locuitori.